# António Leal Moreira
António Leal Moreira (Abrantes, Portugal, 30 de juny de 1758 - Lisboa, 26 de novembre de 1819) fou un compositor portuguès.
Se li deuen les òperes Sifax e Sifonisba, L'Imminei di Delfo, Esther, Heroi spartani, Gli affetti dal genio lusitano, A salvia e a namorada, Raollo, Heroïna lusitana, Serva reconhecid, estrenades algunes d'elles en el Teatro Nacional de São Carlos de Lisboa.
Va posar música al drama al·legòric Il natale augusto, i va compondre, a més, obres de caràcter religiós, com l'antífona Pax Jerusalemi, misses, etc...